# Herdade de Comporta
Das Landgut Herdade de Comporta zählt zu den größten landwirtschaftlichen Betrieben Portugals und befand sich in privatem Besitz der Unternehmensgruppe Espírito Santo bis zu deren Bankrott und Auflösung 2014. Hauptgeschäft ist nach wie vor der Reisanbau sowie der Weinanbau, aber in den letzten Jahren rückten Investitionen in den Tourismus immer mehr in den Vordergrund.

## Geschichte
Im Jahr 1836 begann der Reisanbau in dem Gebiet der Herdade de Comporta und war Eigentum der Companhia das Lezírias do Tejo e do Sado, die wiederum Eigentum der portugiesischen Krone war. Im Jahr 1925 wurde die Herdade de Comporta an das britische Unternehmen The Atlantic Company, Ltd verkauft.
Im Jahr 1955 erwarb die Familie Espírito Santo den Grundbesitz von Atlantic. Die Erträge aus dem Reisanbau und der Nutzung des Kiefernwaldes wurden von nun an stetig gesteigert und die Waldflächen wurden durch Zukauf weiter vergrößert. Außerdem begann man mit der Sanierung der Dörfer durch den Bau von Versorgungsnetzen und Wohnsiedlungen und Schulen für die Landarbeiter. Im Rahmen der Nelkenrevolution wurde das Anwesen im Jahr 1975 verstaatlicht und kehrte kurzzeitig bis 1989 in den Besitz von The Atlantic Company, Ltd zurück. Seit 1991 befindet sich die ‘Herdade de Comporta‘ nun wieder im Besitz der Gruppe Espírito Santo. Der Firmenname wurde 2004 in Herdade da Comporta - Atividades Agro Silvícolas e Turísticas, S.A., umbenannt. Der Name zeigt schon, dass die Entwicklung des lokalen Tourismus seither einen großen Stellenwert hatte.

## Entwicklung des Tourismus
Im Jahr 2010 beschloss die Firmengruppe Espírito Santo in dem Wald- und Dünengebiet einen großen Hotelkomplex zu errichten, der über einen angeschlossenen Golfplatz verfügen soll. Der Komplex soll in der Endausbaustufe insgesamt drei Hotels mit 11 Feriendörfern umfassen. Die Bauzeit wird insgesamt mit 10 bis 15 Jahres geschätzt und der Baufortschritt hängt vom Erfolg der zuerst fertiggestellten Abschnitte ab. Eigens für die Hotelerstellung wurde die Firma Rioforte gegründet, die 2013 mit dem Bau des ersten Hotel Aman begann. Geschäftsführer von Rioforte ist Adrian Zecha, der für den Bau des Gesamtprojekts "Comporta Dunes" verantwortlich zeichnet.
Der erste Bauabschnitt des Großprojekts "Comporta Dunes" besteht aus dem Bau des Hotels in der Nähe der Ortschaft Carvahal (Praia do Pego). Hierfür ist eine Finanzierung der Mittel in Höhe von 92 Millionen Euro nötig. Ein Anteil von 40 Millionen Euro ist für die Errichtung des Aman Hotel vorgesehen. Dieses Hotel soll mit 40 Zimmern (135 m² pro Zimmer) in einem Luxussegment angesiedelt sein. Die Hälfte der Zimmer soll ein eigenes Schwimmbecken erhalten. Ein SPA mit 2000 m² soll das Zentrum des Hotels bilden. Die Eröffnung des Hotels ist für 2015 vorgesehen. Es wurde bereits ein Musterapartment erstellt, das allerdings großer Geheimhaltung unterliegt. Die Gruppe Espírito Santo will mit diesem Bau einen hohen Luxusstandard (mit ISO-Norm erbaut) erreichen, um einen ersten "initialen Impuls" zu starten. Carlos Beirão da Veiga, der Präsident der Herdade de Comporta, sieht im Bau des Hotels Aman einen Beitrag von hoher Qualität im Segment internationaler Luxushotels und man erwartet, dass internationale Tourismusorganisationen hier Verträge abschließen werden. Neben dem Hotel Aman werden in der ersten Phase auch 36 Strandhäuser fertiggestellt, deren Käufer auf die Angebote des Luxushotels zurückgreifen können. Ein weiterer Komplex mit 51 Häusern entsteht in Zusammenarbeit mit der deutschen Immobilienfirma DC Residential. Für Espírito Santo ist diese Beteiligung von besonderer Bedeutung, da die deutsche Firma den deutschen, österreichischen und schweizerischen Markt erschließen soll.

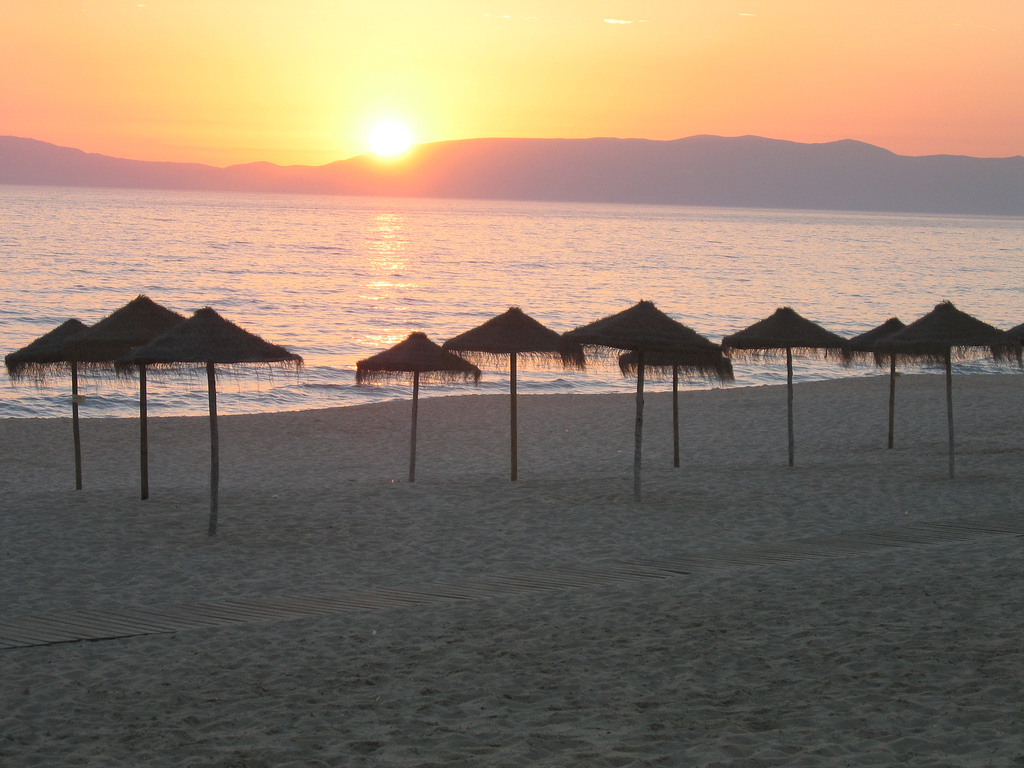
Strand von Comporta

Der Golfplatz sollte Ende 2014 mit 18 Löchern fertiggestellt werden. Er hat damit die Kategorie "Championship" und eignet sich zur Austragung internationaler Wettkämpfe. Das moderne und luxuriöse Klubhaus wurde vom Architekten Eduardo Souto Moura entworfen. Der Golfplatz soll auf einer Gesamtfläche von 100 Hektar im Dünen- und Piniengürtel der Küste entstehen. Ein Gebiet das vormals für den Naturschutz vorgesehen war. Die lokalen Behörden und die Regionalregierung unter Führung der vormaligen PS Politiker keine Mühen erteilten Baugenehmigungen und lockerten gegen den Protest örtlicher Umweltschutzgruppen von Quercus die Auflagen des Naturschutzgebietes. Inzwischen wurde die PS Regierung nach den Regionalwahlen von der örtlichen PCP im Bezirk Grândola abgelöst, die die Wahlen gegen die Kandidaten der PS gewann. Man darf gespannt sein, wie diese Partei das Verhältnis mit den Bauführern von Espírito Santo handhabt. Die alte PS Regierung hatte alle 11 Feriensiedlungsprojekte in allen weiteren Ausbaustufen bereits im Vorwege genehmigt, obwohl die Bauherren heute noch nicht einmal wissen, ob sie tatsächlich alle Stufen bauen werden. Dies wird vom Projekterfolg abhängig gemacht. Ein Teil der Projekte ist jedenfalls mit einem Baubeginn Anfang 2015 vorgesehen, nachdem die erste Bauphase mit dem Hotel abgeschlossen wurde.
Angehalten wurde der Bau eines Projektes Comporta Link" das ebenfalls von der Herdade de Comporta durchgeführt werden sollte. Dieses Projekt sollte ebenfalls einen weiteren Golfplatz erhalten.

### Baustopp durch Bankrott der Firmengruppe Espiríto Santo (GES)
Anfang August 2014 wurde die Firmengruppe Espírito Santo und damit auch deren Fond Rioforte zahlungsunfähig. Seither gibt es einen Baustopp aller Projekte der Herdade de Comporta deren Eigentümer Rioforte war. Alle Werte der Firmengruppe wurden durch den portugiesischen Staat beschlagnahmt. Ein luxemburgisches Gericht hatte zuvor die Insolvenz von Rioforte festgestellt. Das begonnene Hotelprojekt (Aman Hotel) wurde zwischenzeitlich durch die US-amerikanische Hyatt Gruppe übernommen, war aber im Sommer 2015 noch nicht in Betrieb. Weitere Verkäufe wurden vorerst gestoppt.

## Folgen der Tourismusprojekte für die Küste des Alentejo Litoral
Der Verkauf von zwei großen Grundstücken der Herdade de Comporta, die der bankrotten Espírito-Santo-Gruppe (GES) gehörte, wurde von GESFIMO (Verwaltungsgesellschaft des verbleibenden Espírito Santo Vermögens) abgeschlossen. Paula Amorim, die Tochter des portugiesischen Milliardärs Americo Amourim und die Firma Vanguard des französischen Millionärs Claude Berda machten gemeinsam einen Vorschlag für die Nutzung dieses Gebiets und gewannen Ende 2018 die Ausschreibung. Die aktuellen Projekte (ADT2 und ADT3) beziehen sich auf 365 und 551 Hektar, wofür die Landkreise von Alcácer do Sal und Grândola bereits Entwicklungspläne vorgelegt hatten. Diese Pläne umfassen Zonen für Luxushotels, Feriendörfer/Apartments und Golfplätze mit der maximalen Anzahl von 11.911 Betten.
Die Projekte werden große Teile der bisher intakten Dünenlandschaft und des Pinienwaldes, der diese Dünen sichern soll, zerstören. Die Folgen sind daher unabsehbar für das Küstengebiet des Alentejo Litoral. Der durch Golfplatz und Pools absehbar steigende Trinkwasserverbrauch wird den in diesem Gebiet sowie niedrige Grundwasserspiegel weiter senken. Ob tatsächlich die lokale Bevölkerung Vorteile von dem Hotelbetrieb haben wird, muss sich erst noch herausstellen. Der Luxustourismus wird mit seinen Golfplätzen, den SPA Hotels und den Edelstrandhäusern/Apartments jedenfalls im Verborgenen stattfinden, hermetisch abgeschirmt vom sonstigen Leben der örtlichen Bevölkerung.